# Cerodontha zaitzeviana
Cerodontha zaitzeviana är en tvåvingeart som beskrevs av Zlobin 1993. Cerodontha zaitzeviana ingår i släktet Cerodontha och familjen minerarflugor.
Artens utbredningsområde är Mongoliet. Inga underarter finns listade i Catalogue of Life.